# L'Aquila Calcio 1999-2000
Questa voce raccoglie le informazioni riguardanti la società sportiva L'Aquila Calcio nelle competizioni ufficiali della stagione 1999-2000.

## Stagione
Per L'Aquila Calcio, la stagione 1999-2000 è stata la 6ª in Serie C2 e la 25ª complessiva nel quarto livello del campionato di calcio italiano. Durante la stagione il club ha inoltre partecipato per la 6ª volta alla Coppa Italia Serie C.
In panchina venne confermato il tecnico Aldo Ammazzalorso ma, rispetto all'anno precedente, l'organico fu rivoluzionato (soprattutto a centrocampo) con innesti importanti per la categoria, tra cui spiccarono quelli di Bellè (arrivato in novembre), Lanotte e Tatomir. I rossoblù si misero subito in luce in Coppa Italia vincendo in sequenza con Teramo, Giulianova, Sora e Lodigiani e chiudendo il proprio il girone a punteggio pieno; nei sedicesimi si ritrovarono ancora abbinati con la Lodigiani e uscirono sconfitti dal doppio incontro.
Per la formazione abruzzese, tuttavia, le soddisfazioni maggiori arrivarono dal campionato. Già alla 5ª giornata, infatti, L'Aquila conquistò la zona play-off senza più lasciarla per il prosieguo della stagione, dando vita a un appassionante duello per il 2º posto (la capolista Messina apparve irraggiungibile sin dalle prime giornate) con Fasano prima e Foggia poi. Alla 31ª giornata, vincendo 3-0 proprio con i rivali pugliesi, i rossoblù agganciarono il Foggia e, la giornata successiva, lo superarono consolidando così la 2ª piazza. Negli ultimi due turni L'Aquila si limitò a resistere all'avanzata dell'Acireale che, pur eguagliando nel punteggio i rossoblù, dovette accontentarsi del 3º posto in virtù della differenza reti.
Mentre in sede societaria si ufficializzava il passaggio di consegne dal presidente uscente Gabriele Valentini all'imprenditore calabrese Michele Passarelli, L'Aquila andò a giocarsi la semifinale sul campo del Fasano vincendo 3-1 e, una settimana dopo, bissò il punteggio nella gara di ritorno allo stadio Tommaso Fattori qualificandosi per la finale con l'Acireale. Sul neutro di Avellino, forte di due risultati su tre e sospinta da oltre 4.000 tifosi giunti dall'Abruzzo, L'Aquila riuscì stoicamente a contenere gli attacchi dei siciliani per 120 minuti; eroe dell'incontro fu il portiere rossoblù Sansonetti che parò anche un rigore. Al termine della gara lo 0-0 (il terzo su tre incontri con i granata in quella stagione) premiò L'Aquila in virtù del miglior piazzamento in classifica. I rossoblù conquistarono così la seconda promozione in tre anni, la prima della loro storia in Serie C1.

## Rosa
| N. |                   | Ruolo | Calciatore              |
| -- | ----------------- | ----- | ----------------------- |
|    | Italia (bandiera) | P     | Daniele Corsi           |
|    | Italia (bandiera) | P     | Alessio Recchi          |
|    | Italia (bandiera) | P     | Gianni Marco Sansonetti |
|    | Italia (bandiera) | D     | Alessandro Cagnale      |
|    | Italia (bandiera) | D     | Salvatore Colletto      |
|    | Italia (bandiera) | D     | Massimo De Amicis       |
|    | Italia (bandiera) | D     | Marco Lantieri          |
|    | Italia (bandiera) | D     | Raffaele Perna          |
|    | Italia (bandiera) | D     | Gianluca Scopel         |
|    | Italia (bandiera) | D     | Michele Scotti Di Uccio |
|    | Italia (bandiera) | C     | Luca Amelii             |
|    | Italia (bandiera) | C     | Stefano Bellè           |

| N. |                      | Ruolo | Calciatore          |
| -- | -------------------- | ----- | ------------------- |
|    | Italia (bandiera)    | C     | Enrico Bove         |
|    | Italia (bandiera)    | C     | Antonello Cicchetti |
|    | Italia (bandiera)    | C     | Daniele Cinelli     |
|    | Italia (bandiera)    | C     | Nicola Di Criscio   |
|    | Italia (bandiera)    | C     | Carmelo Formisano   |
|    | Italia (bandiera)    | C     | Vincenzo Lanotte    |
|    | Italia (bandiera)    | C     | Alessandro Tatomir  |
|    | Italia (bandiera)    | A     | Aldo Di Corcia      |
|    | Italia (bandiera)    | A     | Stefano Santini     |
|    | Italia (bandiera)    | A     | Simone Siligardi    |
|    | Italia (bandiera)    | A     | Giulio Spader       |
|    | Argentina (bandiera) | A     | Jonathan Vidallé    |

## Risultati

### Serie C2 - girone C

#### Girone di andata
| Acireale 5 settembre 1999 1ª giornata | Acireale          | 0 – 0 | L'Aquila | Stadio Tupparello\| Arbitro: \| Latella (Potenza) \| |
| Arbitro:                              | Latella (Potenza) |       |          |                                                      |

| Arbitro: | Ledda (Alghero) |

|             |           |  |
| Lanotte 42’ | Marcatori |  |

| Arbitro: | Micoli (Tivoli) |

|                                    |           |  |
| Armonia 41’ Vantaggiato 55’ (rig.) | Marcatori |  |

| L'Aquila 26 settembre 1999 4ª giornata | L'Aquila            | 0 – 0 | Messina | Stadio Tommaso Fattori\| Arbitro: \| Giannoccaro (Lecce) \| |
| Arbitro:                               | Giannoccaro (Lecce) |       |         |                                                             |

| Arbitro: | Bernabini (Roma) |

|  |           |            |
|  | Marcatori | 3’ Cinelli |

| Arbitro: | Campofiorito (Chiavari) |

|                         |           |  |
| A. Di Corcia 74’ (rig.) | Marcatori |  |

| Arbitro: | Castellin (Conselve) |

|               |           |             |
| De Amicis 36’ | Marcatori | 60’ Arancio |

| Arbitro: | Nigro (Torre del Greco) |

|  |           |                                               |
|  | Marcatori | 48’ Perna 61’ A. Di Corcia 91’ (rig.) Lanotte |

| Arbitro: | Porretta (Palermo) |

|                   |           |  |
| Spader 77’ (rig.) | Marcatori |  |

| Arbitro: | Cavallaro (Legnago) |

|  |           |                 |
|  | Marcatori | 6’ A. Di Corcia |

| Arbitro: | Santucci (Reggio Calabria) |

|             |           |             |
| Lanotte 52’ | Marcatori | 74’ Marsich |

| Torre del Greco 21 novembre 1999 12ª giornata | Turris                | 0 – 0 | L'Aquila | Stadio Amerigo Liguori\| Arbitro: \| Sacco (Civitavecchia) \| |
| Arbitro:                                      | Sacco (Civitavecchia) |       |          |                                                               |

| Arbitro: | Marchesi (Bergamo) |

|             |           |  |
| Lanotte 90’ | Marcatori |  |

| Arbitro: | Ponzalli (Firenze) |

|                                        |           |  |
| Menchetti 43’ (rig.) Molino 58’ (rig.) | Marcatori |  |

| Arbitro: | Cuttica (Alessandria) |

|                |           |                                    |
| Righi 15’, 89’ | Marcatori | 31’ Spader 47’ Bellè 77’ Formisano |

| L'Aquila 19 dicembre 1999 16ª giornata | L'Aquila       | 0 – 0 | Fasano | Stadio Tommaso Fattori\| Arbitro: \| Pieri (Genova) \| |
| Arbitro:                               | Pieri (Genova) |       |        |                                                        |

| Arbitro: | Ioseffi (Siena) |

|              |           |            |
| Sgambati 61’ | Marcatori | 38’ Spader |

#### Girone di ritorno
| L'Aquila 6 gennaio 2000 18ª giornata | L'Aquila          | 0 – 0 | Acireale | Stadio Tommaso Fattori\| Arbitro: \| Tonolini (Milano) \| |
| Arbitro:                             | Tonolini (Milano) |       |          |                                                           |

| Arbitro: | Brighi (Cesena) |

|                                       |           |                                       |
| Intrieri 17’ Dima Ruggiano 69’ (rig.) | Marcatori | 45+1’ Cagnale 56’ Vidallé 77’ Cinelli |

| Arbitro: | Rubino (Salerno) |

|                                  |           |            |
| Di Criscio 74’ Spader 90’ (rig.) | Marcatori | 54’ Affuso |

| Arbitro: | Cuttica (Alessandria) |

|              |           |  |
| G. Rossi 67’ | Marcatori |  |

| Arbitro: | Bergonzi (Genova) |

|                                 |           |               |
| Toledo 21’ (aut.) Cicchetti 82’ | Marcatori | 42’ Timoniere |

| Arbitro: | Ciampi (Pisa) |

|                                     |           |             |
| Tasca 7’ Gerundini 23’ Di Nardo 51’ | Marcatori | 45’ Cinelli |

| Lanciano 20 febbraio 2000 24ª giornata | Lanciano            | 0 – 0 | L'Aquila | Stadio Cinque Pini\| Arbitro: \| Giannoccaro (Lecce) \| |
| Arbitro:                               | Giannoccaro (Lecce) |       |          |                                                         |

| Arbitro: | Carrer (Conegliano) |

|             |           |  |
| Vidallé 55’ | Marcatori |  |

| Arbitro: | P. Rossi (Forlì) |

|            |           |             |
| Misiti 53’ | Marcatori | 49’ Vidallé |

| Arbitro: | Lambertini (Bologna) |

|               |           |                                       |
| De Amicis 62’ | Marcatori | 2’ Grosso 57’ Balestrieri 82’ Contini |

| Trapani 26 marzo 2000 28ª giornata | Trapani            | 0 – 0 | L'Aquila | Stadio Polisportivo Provinciale\| Arbitro: \| Niccolai (Livorno) \| |
| Arbitro:                           | Niccolai (Livorno) |       |          |                                                                     |

| Arbitro: | Morganti (Ascoli Piceno) |

|                                                 |           |           |
| De Amicis 77’ A. Di Corcia 80’, 84’ Lanotte 90’ | Marcatori | 58’ Scala |

| Arbitro: | Tonin (Piombino) |

|            |           |  |
| Mazzeo 82’ | Marcatori |  |

| Arbitro: | Valensin (Milano) |

|                                          |           |  |
| Vidallé 38’ A. Di Corcia 46’ Lanotte 78’ | Marcatori |  |

| Arbitro: | Nicoletti (Macerata) |

|                  |           |  |
| A. Di Corcia 29’ | Marcatori |  |

| Arbitro: | Squillace (Catanzaro) |

|                               |           |                         |
| F. De Napoli 7’ Insanguine 8’ | Marcatori | 46’ Vidallé 72’ Santini |

| L'Aquila 14 maggio 2000 34ª giornata | L'Aquila       | 0 – 0 | Sant'Anastasia | Stadio Tommaso Fattori\| Arbitro: \| Romeo (Verona) \| |
| Arbitro:                             | Romeo (Verona) |       |                |                                                        |

#### Play-off
| Arbitro: | Ioseffi (Siena) |

|                       |           |                                     |
| Insanguine 87’ (rig.) | Marcatori | 33’ De Amicis 69’ Bellè 89’ Lanotte |

| Arbitro: | Cenni (imola) |

|                                   |           |                |
| Bellè 24’ Lanotte 63’ Cinelli 85’ | Marcatori | 19’ Pellegrino |

| Avellino 11 giugno 2000 Finale | L'Aquila        | 0 – 0 (d.t.s.) | Acireale | Stadio Partenio\| Arbitro: \| Dattilo (Locri) \| |
| Arbitro:                       | Dattilo (Locri) |                |          |                                                  |

### Coppa Italia Serie C

#### Girone M
| Arbitro: | Nicoletti (Macerata) |

|  |           |               |
|  | Marcatori | 45’ De Amicis |

| 26 agosto 1999 2ª giornata |  | – Turno di riposo L'Aquila |  |  |

| Arbitro: | Sacco (Civitavecchia) |

|  |           |                        |
|  | Marcatori | 14’ Spader 26’ Cinelli |

| Arbitro: | Morganti (Ascoli Piceno) |

|               |           |  |
| Formisano 89’ | Marcatori |  |

| Arbitro: | Rossomando (Salerno) |

|                           |           |            |
| Santini 17’ De Amicis 72’ | Marcatori | 37’ Barile |

#### Sedicesimi di finale
| Arbitro: | Ferlito (Prato) |

|                           |           |  |
| Maggiolini 53’ Barile 85’ | Marcatori |  |

| Arbitro: | Gasparoni (Ancona) |

|                        |           |                                 |
| Di Corcia 3’, 53’, 77’ | Marcatori | 28’ (aut.) Lantieri 45’ Vigiani |

## Statistiche

### Statistiche di squadra
| Competizione         | Punti | In casa | In casa | In casa | In casa | In casa | In casa | In trasferta | In trasferta | In trasferta | In trasferta | In trasferta | In trasferta | Totale | Totale | Totale | Totale | Totale | Totale | DR  |
| Competizione         | Punti | G       | V       | N       | P       | Gf      | Gs      | G            | V            | N            | P            | Gf           | Gs           | G      | V      | N      | P      | Gf     | Gs     | DR  |
| -------------------- | ----- | ------- | ------- | ------- | ------- | ------- | ------- | ------------ | ------------ | ------------ | ------------ | ------------ | ------------ | ------ | ------ | ------ | ------ | ------ | ------ | --- |
| Serie C2             | 58    | 17      | 10      | 6       | 1       | 20      | 8       | 17           | 5            | 7            | 5            | 15           | 17           | 34     | 15     | 13     | 6      | 35     | 25     | +10 |
| Play-off             | -     | 1       | 1       | 0       | 0       | 3       | 1       | 2            | 1            | 1            | 0            | 3            | 1            | 3      | 2      | 1      | 0      | 6      | 2      | +4  |
| Coppa Italia Serie C | -     | 3       | 3       | 0       | 0       | 6       | 3       | 3            | 2            | 0            | 1            | 3            | 2            | 6      | 5      | 0      | 1      | 9      | 5      | +4  |
| Totale               | -     | 21      | 14      | 6       | 1       | 29      | 12      | 22           | 8            | 8            | 6            | 21           | 20           | 43     | 22     | 14     | 7      | 50     | 32     | +18 |